# Костино (Талдомский городской округ)
Костино — деревня в Талдомском районе Московской области России. Входит в состав городского поселения Талдом. Население — 99 чел. (2010).

## Название
На карте Тверской губернии 1853 года — Костина.

## География
Расположена в центральной части района, севернее города Талдома. Ближайшие сельские населённые пункты — деревни Ахтимнеево, Высочки и Карачуново.

## История
В «Списке населённых мест» 1862 года Костино — казённая деревня 2-го стана Калязинского уезда Тверской губернии по правую сторону Дмитровского тракта, при колодце, в 65 верстах от уездного города, с 64 дворами и 418 жителями (195 мужчин, 223 женщины).
По данным 1888 года входила в состав Талдомской волости Калязинского уезда, проживало 342 человека (168 мужчин, 174 женщины).
По материалам Всесоюзной переписи населения 1926 года — деревня Высочки-Ленинского сельсовета Ленинской волости Ленинского уезда Московской губернии, проживало 446 жителей (215 мужчин, 231 женщина), насчитывалось 91 хозяйство, включая 55 крестьянских.
С 1929 года — населённый пункт в составе Ленинского района Кимрского округа Московской области, с 1930-го, в связи с упразднением округа, — в составе Талдомского района (ранее Ленинский район) Московской области.
До муниципальной реформы 2006 года — деревня Ахтимнеевского сельского округа.

## Население
| 1859 | 1888 | 1926 | 2002 | 2006 | 2010 |
| ---- | ---- | ---- | ---- | ---- | ---- |
| 418  | ↘342 | ↗446 | ↘61  | ↘53  | ↗99  |

## Известные уроженцы
20 февраля 1920 года в деревне Костино родился Алексей Петрович Пыткин (1920—2001) — участник Великой Отечественной войны, Герой Советского Союза, почётный гражданин города Талдома.

## Инфраструктура
Личное подсобное хозяйство с зоной сельскохозяйственного использования, индивидуальная застройка усадебного типа.

## Транспорт
Автобусное сообщение.  Остановка общественного транспорта «Костино». 